# Ridolfo Ghirlandaio
Ridolfo Ghirlandaio (ur. 1483, zm. 1561) – włoski malarz okresu renesansu.
Był synem Domenico Ghirlandaio. Jego nauczycielami byli Fra Bartolomeo i Cosimo Rosselli, a uczniami Perino del Vaga, Domenico Puligo i Michele Tosini. Przyjaźnił się z Rafaelem. Według przekazu Giorgia Vasariego miał on dokończyć prace nad Piękną Ogrodniczką Rafaela, jednak informacja ta została w późniejszych latach podana w wątpliwość.